# Hrubá lípa
Hrubá lípa se nachází na severním konci obce Jedovnice při silnici k Vilémovicím. Tato výrazná krajinná dominanta byla vyhlášena památným stromem v roce 1982. Roku 2007 činil její obvod 5 metrů.
Základní údaje
- název: Hrubá lípa
- obvod: 523 cm
- věk: do 300 let
- finalista soutěže "Strom roku 2014"

## Fotogalerie

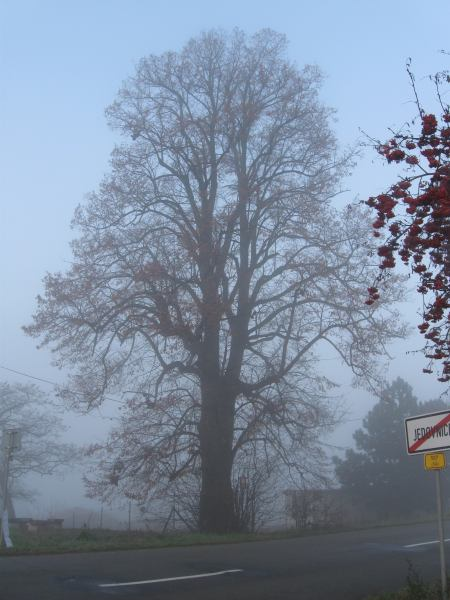
Hrubá lípa Jedovnice